# 黑色筆記
黑色筆記（德語：Schwarze Hefte），又譯黑色筆記本，源自德國哲學家馬丁·海德格爾生前的一系列筆記，由彼得·特拉夫尼（Peter Trawny）整理編輯後，在2014年出版。這本書的內容，來自於海德格爾在生前使用的一系列小型筆記本中的記錄，這些筆記本都是黑色封面，其中，編號第一號的筆記本已經失傳，內容不可知。這些筆記的內容，被重新抄寫成約1,000頁的草稿，整理後出版。
在這本著作中，最引起學者注意的，是海德格爾對於反猶太主義與納粹主義的支持，引發了學者重新審視了海德格爾與納粹主義間的關連。此外，內容中也包括了海德格爾在晚年預備著手進行的研究主題。